# Black Crow on a Tombstone
"Black Crow on a Tombstone" er en promo-single fra det norske black metal-band Satyricon. Den blev udgivet i 2008 og findes også på albummet The Age of Nero.

## Spor
1. "Black Crow on a Tombstone" – 3:53